# Cseh Viktória
Cseh Viktória (Győr, 1938. augusztus 26. – Budapest, 1995. október 25.) magyar színésznő.

## Életpályája
A Győri Állami Általános Kazinczy Ferenc Leánygimnáziumban érettségizett. Esti egyetemen szerezte diplomáját 1981-ben. A győri Kisfaludy Színházban indult színészi pályája 1957-ben. Már ez évadban bemutatásra kerülő darabok mindegyikében játszott. 1961-től az Állami Déryné Színház tagja volt. Főként operettekben és zenés darabokban tűnt fel táncos színészi képességével. 1971-től a Vidám Színpadhoz szerződött. 1995-ben hunyt el, szülővárosában, a győr-révfalui temetőben helyezték végső nyugalomra.

## Fontosabb színházi szerepei
- Lehár Ferenc: Vándordiák... Sárika
- Eisemann Mihály: Én és a kisöcsém... Kelemen Kató
- Huszka Jenő: Mária főhadnagy... Lebstück Mária
- Huszka Jenő: Lili bárónő... Lili
- Ábrahám Pál: Bál a Savoyban... Daisy Parker
- Fényes Szabolcs: Maya... Maya
- Jacobi Viktor: Sybill... Sara
- Zerkovitz Béla: Csókos asszony... Pünkösdi Kató
- Kemény Egon: Valahol délen... Anna
- Bencsik Imre: Kölcsönlakás... Vali
- Babay József: Három szegény szabólegény... Selyem Péter
- Nóti Károly: Nyitott ablak... Gréti
- Jean Poiret: Kellemes húsvéti ünnepeket... Fabienne
- William Somerset Maugham: Imádok férjhez menni... Montmorency kisasszony
- Vlagyimir Konsztantyinov – Borisz Racer – Szenes Iván: Segítség, válunk!... Nagymama
- Robert Thomas: Nyolc nő... Madame Chanell
- Többórás napsütés (kabaré)... szereplő
- Idefigyeljenek emberek! (Alfonzó-kabaré)... szereplő

## Filmek, tv
- Pénz beszél (1972)
- Az elnökasszony (1977)
- Imádok férjhez menni (színházi előadás tv-felvétele, 1992)